# Microweisea coccidivora
Microweisea coccidivora – gatunek chrząszcza z rodziny biedronkowatych i podrodziny Microweiseinae.

## Taksonomia
Gatunek ten opisany został po raz pierwszy w 1880 roku przez Williama Harrisa Ashmeada pod nazwą Hyperaspidius coccidivora. Jako miejsce typowe wskazano Orlando na Florydzie. W 1892 roku Julius Weise wprowadził rodzaj Smilia, do którego przeniósł go w 1895 roku George Henry Horn. Nazwa rodzajowa Smilia okazała się jednak być młodszym homonimem nazwy wprowadzonej w 1833 roku przez Ernsta Friedrich Germara. W związku z tym Theodore D.A. Cockerell zastąpił ją w 1900 roku nazwą Epismilia. Ta również okazała się być młodszym homonimem, tym razem nazwy wprowadzonej w 1861 roku przez Louisa E.G. de Fromentela dla rodzaju jamochłonów. W związku z tym w 1903 roku Cockerell zastąpił ją nazwą Microweisea i stąd obecna kombinacja. W 1931 roku Richard Korschefsky proponował umieszczenie gatunku w rodzaju Pentilia.

## Morfologia
Chrząszcze o podługowato-owalnym, wyraźnie wysklepionym ciele długości od 0,8 do 1 mm i szerokości od 0,6 do 0,7 mm. Wierzch ciała jest nagi. Głowa jest głównie żółtoczerwona, przed nasadami czułków wydłużona. Przedplecze jest poprzeczne, żółtoczerwone. Kształt tarczki jest trójkątny. Barwa pokryw jest ciemnobrązowa z szeroką, poprzeczną przepaską środkową koloru żółtawobrązowego. Odnóża są żółtawobrązowe, zakończone trójczłonowymi stopami o niezmodyfikowanych pazurkach. Spód ciała jest żółtawobrązowy. Samiec ma silnie niesymetryczne paramery, długi i przekręcony płat środkowy fallobazy oraz prącie o wyraźnie wyodrębnionej kapsule nasadowej. Samica ma spermatekę w kształcie bulwy z wydłużonym szczytem oraz zaopatrzoną w długie, rurkowate infundibulum torebkę kopulacyjną.

## Rozprzestrzenienie
Owad nearktyczny, endemiczny dla południowego wschodu Stanów Zjednoczonych. Znany jest z Florydy, południowo-wschodniej Georgii i południowej części Karoliny Południowej.